# Федеральное агентство по обустройству государственной границы Российской Федерации
Федеральное агентство по обустройству государственной границы Российской Федерации (Росграница) — федеральный орган исполнительной власти в 2007—2016 гг., осуществляющий функции в сфере обустройства государственной границы Российской Федерации, обеспечения деятельности пунктов пропуска через государственную границу, а также функции государственного заказчика в этой сфере. Упразднен 2 февраля 2016 года Указом Президента РФ «Об упразднении Федерального агентства по обустройству государственной границы Российской Федерации».

## Деятельность
Постановлением Правительства Российской Федерации от 01 ноября 2007 г. № 734 утверждено Положение, закрепившее за Агентством следующие полномочия:
- обустройство государственной границы РФ, создание, развитие и обеспечение деятельности пунктов пропуска через государственную границу РФ и мест её пересечения;
- реализация функции государственного заказчика, выработка и реализация государственной политики, нормативно-правовое регулирование, управление государственным имуществом и оказание государственных услуг в сфере обустройства государственной границы РФ, создания, развития и обеспечения деятельности пунктов пропуска через государственную границу РФ и мест её пересечения.

Согласно Концепции реализации государственной политики в сфере обустройства госграницы (утверждённой Распоряжением Правительства РФ от 11 сентября 2008 г. N 1309-р), целями госполитики в данной сфере являются:
- дифференцированный подход к обустройству государственной границы РФ (подход к обустройству каждого её конкретного участка исходя из специфики регионального развития приграничных территорий, развития сопредельных территорий и требований безопасности, основанный в том числе на анализе интенсивности перемещения внешнеторговых грузов и пассажиропотоков);
- развитие материально-технической базы, в том числе проектирование, строительство, реконструкция, оборудование, техническое оснащение зданий, помещений, сооружений, транспортной и инженерной инфраструктур, информационных и телекоммуникационных систем, необходимых для организации контроля в пунктах пропуска и обеспечения защиты государственной границы РФ;
- создание необходимых условий для осуществления пограничного, таможенного и иных видов контроля в пунктах пропуска, в том числе путём установления правил режима в пунктах пропуска;
- повышение эффективности межведомственного взаимодействия, в том числе обеспечение технической возможности информационного обмена в процессе взаимодействия федеральных органов исполнительной власти по вопросам защиты государственной границы РФ, а также в процессе пограничного, таможенного и иных видов контроля, осуществляемого в пунктах пропуска;
- разработка и внедрение современных стандартов обустройства и функционирования пунктов пропуска;
- совершенствование нормативной правовой базы;
- оптимизация структуры расходов федерального бюджета, выделяемых на обустройство государственной границы РФ;
- развитие международного сотрудничества.

Руководство деятельностью Федерального агентства по обустройству государственной границы РФ осуществляет Правительство РФ.

## История
Агентство создано в соответствии с Указом Президента Российской Федерации от 11 октября 2007 г. № 1359 «О федеральном агентстве по обустройству государственной границы Российской Федерации».

Мы существенным образом укрепили наши внешние границы, мы вкладываем огромные деньги в пограничную инфраструктуру, прежде всего на Кавказе, но и на других направлениях, в том числе и на азиатском направлении.
Во времена СССР обустройством госграницы занимались погранвойска, которые тогда были частью КГБ СССР. Именно пограничники и различные подразделения «спецстроев» отвечали за это. После развала огромной страны у нас появились совершенно новые тысячекилометровые границы. Вот только эти рубежи родины пролегли исключительно на бумаге. На местности никаких пограничных сооружений зачастую вообще не было. Денег, чтобы построить настоящую границу, у страны не хватало.
Теперь, наконец, хозяин назван. И пограничники будут заниматься только своей работой, не отвлекаясь на строительство хозблоков.
— Первое официальное высказывание президента РФ В. В. Путина об образовании Росграницы
на встрече со своим французским коллегой, на которой обсуждалась отмена визового режима России со странами ЕС («Российская газета» — Центральный выпуск № 4492 от 15 октября 2007 г.)

## Структура

### Организационно-контрольное управление
- организует и проводит плановые проверки финансово-хозяйственной деятельности и использования имущественного комплекса, внеплановые проверки по решению Руководителя Росграницы, а также по обращениям правоохранительных и контрольных органов в соответствии с порядком, установленным законодательством РФ;
- проводит организационно-методическое обеспечение деятельности, а также методическое сопровождение контрольной и ревизионной работы территориальных органов и подведомственной организации Росграницы;

контролирует:
- исполнение центральным аппаратом, территориальными органами и подведомственной организацией показателей и планов деятельности, поручений и решений Руководителя Росграницы, Президента РФ, Правительства РФ, а также координационных, совещательных и экспертных органов (советов, комиссий, групп, коллегий), обращений и запросов членов Совета Федерации и депутатов Государственной Думы РФ;
- обеспечение сохранности и целевого использования федерального имущества, находящегося в оперативном управлении Росграницы;
- получателей бюджетных средств в части обеспечения целевого и эффективного использования бюджетных средств, предусмотренных на содержание Росграницы и реализацию возложенных на неё функций, своевременного их возврата и предоставления отчётности;
- своевременное и полное устранение недостатков и нарушений, выявленных в результате контрольных мероприятий.

осуществляет:
- организационное обеспечение оперативных совещаний в Руководителя Росграницы (в том числе формирование повестки, подготовку протоколов, рассылку и контроль выполнения содержащихся в них поручений);
- подготовку и внесение в Правительство РФ проекта ежегодного плана работы Росграницы;
- разработку проектов квартальных и иных планов деятельности Росграницы;
- подготовку сводных докладов об исполнении Росграницей поручений Президента РФ, Правительства РФ, решений координационных координационных, совещательных и экспертных органов (советов, комиссий, групп, коллегий), касающихся деятельности Управления.
- вносит на рассмотрение Руководителя предложения по совершенствованию ведомственного контроля за состоянием исполнительской дисциплины и выполнением требований нормативных правовых актов Росграницы по вопросам организации делопроизводства.

### Управление делами и делопроизводства
организует:
- документооборот Агентства (в том числе электронный), приём, регистрацию и передачу корреспонденции, поступающей в Росграницу, подготовку, регистрацию и отправку исходящей корреспонденции;
- приём граждан, рассмотрение Росграницей устных и письменных обращений граждан и направление заявителям ответов в срок, установленный законодательством РФ;
- размещение в установленном порядке заказов на поставку товаров, выполнение работ, оказание услуг для федеральных нужд, в том числе для обеспечения нужд Росграницы.

осуществляет:
- административно-хозяйственное, материально-техническое и социально-бытовое обеспечение сотрудников центрального аппарата Росграницы;
- комплектование, хранение, учёт и использование архивных документов, подготовленных в процессе деятельности Росграницы.

обеспечивает:
- организацию и проведение конгрессов, конференций, семинаров, выставок и других мероприятий;
- эксплуатацию зданий, сооружений и офисных помещений, используемых центральным аппаратом Росграницы;
- охрану труда работников центрального аппарата Росграницы в соответствии с требованиями техники безопасности.

### Управление государственной политики
участвует:
- в рассмотрении предложений федеральных органов исполнительной власти или высших исполнительных органов государственной власти субъектов РФ об установлении пунктов пропуска через государственную границу РФ и подготовке проектов заключений о целесообразности либо нецелесообразности установления указанных пунктов пропуска;
- в разработке и согласовании проектов схем территориального планирования РФ в области обороны и безопасности государства в части размещения пунктов пропуска через государственную границу РФ и мест её пересечения;
- в подготовке, согласовании и внесении в Правительство РФ актов об установлении пункта пропуска, установление которого признано целесообразным;
- в подготовке, согласовании и внесении в Правительство РФ проектов актов Правительства РФ о закрытии пункта пропуска, функционирование которого признано нецелесообразным или невозможным;
- во взаимодействии с органами государственной власти иностранных государств и международными организациями в рамках порядка, установленного законодательством РФ.

готовит предложения:
- по разработке проектов концепций, стратегий, программ, в том числе, федеральных и ведомственных целевых программ, а также научно-технических и инновационных программ и проектов в установленной сфере деятельности Росграницы;
- о целесообразности установления, закрытия пунктов пропуска через государственную границу РФ и мест её пересечения;
- об изъятии для федеральных государственных нужд земельных участков, зданий, помещений и сооружений, необходимых для обустройства государственной границы РФ, пунктов пропуска через государственную границу РФ и мест её пересечения;
- по развитию прилегающих к пунктам пропуска через государственную границу РФ территорий, включая предложения о строительстве, реконструкции и ремонте автомобильных дорог общего пользования, мостов, путепроводов;
- по анализу деятельности подведомственной организации Росграницы и формировании экономических показателей её деятельности.

### Правовое управление
Организует и контролирует исполнение в Росгранице планов и программ законопроектной деятельности Правительства РФ, а также отдельных поручений Правительства РФ по разработке проектов федеральных законов, проектов международных договоров и международных правовых актов в установленной сфере деятельности Агентства.
Участвует в принятии Росграницей нормативных правовых актов на основании федеральных конституционных законов, федеральных законов, актов Президента РФ и Правительства РФ, в том числе:
- актов об открытии и проведении реконструкции пунктов пропуска через государственную границу РФ;
- актов об утверждении правил режима в пунктах пропуска через государственную границу РФ;

Управление осуществляет нормативно-правовое регулирование и правовое обеспечение:
- приёмки в эксплуатацию зданий, помещений и сооружений, необходимых для организации в пунктах пропуска пограничного, таможенного или иных видов контроля;
- мероприятий по изъятию для федеральных государственных нужд земельных участков, зданий, помещений и сооружений, необходимых для реализации функций Росграницы, а также реализации полномочий собственника в отношении федерального имущества, находящегося в оперативном управлении Росграницы;
- эксплуатации и администрирования пунктов пропуска через государственную границу РФ и мест её пересечения;
- размещения заказов на поставку товаров, выполнение работ, оказание услуг для федеральных нужд в установленной сфере деятельности Росграницы, в том числе и для обеспечения нужд Агентства,
- проектирования, строительства, реконструкции, оборудования, технического оснащения зданий, помещений, сооружений, транспортной и инженерной инфраструктур, информационных и телекоммуникационных систем, необходимых для организации в пунктах пропуска пограничного, таможенного или иных видов контроля;
- разработки межведомственной интегрированной автоматизированной информационной системы федеральных ведомств (МИАИС)
- федеральных целевых, научно-технических и инновационных программ в установленной сфере деятельности Росграницы
- разработки технологических схем организации пропуска через государственную границу РФ лиц, транспортных средств, грузов, товаров и животных.
- организации деятельности Межведомственной комиссии по проверке соответствия пункта пропуска законодательным требованиям.

### Управление обустройства объектов государственной границы и администрирования пунктов пропуска
участвует:
- в подготовке актов об открытии и проведении реконструкции пунктов пропуска через государственную границу РФ и актов об утверждении в них правил режима;
- в создании и организационно-техническом сопровождении внедрения МИАИС (межведомственной интегрированной автоматизированной информационной системы федеральных ведомств);
- в создании государственной системы изготовления, оформления и контроля паспортно-визовых документов нового поколения в части, обеспечивающей их контроль в пунктах пропуска;
- в организации и проведению работ по определению пределов пунктов пропуска, в том числе геодезических измерений для определения географических координат пределов пунктов пропуска;
- в рассмотрении предложений федеральных ведомств или высших исполнительных органов государственной власти субъектов РФ о проведении реконструкции пунктов пропуска и подготовке заключений о целесообразности либо нецелесообразности проведения реконструкции;
- в приёмке в эксплуатацию зданий, помещений и сооружений, необходимых для организации пограничного, таможенного и иных видов контроля, осуществляемого в пунктах пропуска;
- в проведении паспортизации пунктов пропуска;
- в создании совместно с заинтересованными федеральными ведомствами межведомственной комиссии по проверке соответствия пункта пропуска законодательным требованиям.

готовит предложения:
- по проектированию, строительству, реконструкции, оборудованию, техническому оснащению зданий, помещений и сооружений, необходимых для организации пограничного, таможенного и иных видов контроля в пунктах пропуска, для обустройства мест пересечения государственной границы РФ, а также для осуществления федеральными ведомствами защиты и охраны государственной границы РФ;
- по эксплуатации пунктов пропуска через государственную границу РФ и мест её пересечения, включая их оборудование и техническое оснащение (за исключением специального оборудования государственных контрольных органов), а также содержание и ремонт зданий, помещений и сооружений, необходимых для организации пограничного, таможенного и иных видов контроля;
- в организации единообразного применения требований к проектированию, строительству, реконструкции, оборудованию и техническому оснащению зданий, помещений и сооружений, необходимых для организации пограничного, таможенного и иных видов контроля, осуществляемого в пунктах пропуска;
- о целесообразности установления и закрытия пунктов пропуска через государственную границу РФ и мест её пересечения;
- об изъятии для федеральных нужд земельных участков, зданий, помещений и сооружений, необходимых для обустройства государственной границы РФ, пунктов пропуска через государственную границу РФ и мест её пересечения;
- о развитии прилегающих к пунктам пропуска территорий, включая предложения о строительстве, реконструкции и ремонте автомобильных дорог общего пользования, мостов и путепроводов.

### Финансово-экономическое управление
Формирует предложения по объёму бюджетных ассигнований и их распределению на очередной финансовый год и плановый период по принимаемым расходным обязательствам; осуществляет инвентаризацию расходных обязательств агентства, учёт финансовых и расчётных операций агентства, экономический анализ деятельности территориальных органов; обеспечивает финансирование мероприятий, предусмотренных утверждённой сметой агентства, формирование и представление бюджетной и статистической отчётности, начисления и своевременное перечисление налогов, страховых взносов и других платежей в бюджет.

## Руководство
- Первым руководителем Агентства (в 2007—2008 годах) был А. В. Засыпкин[5].
- В 2008—2013 годах агентство возглавлял Д. А. Безделов[6][7].
- 21 октября 2013 года временно исполняющим обязанности руководителя назначен Ю. А. Мальцев[7][8].
- С 21 апреля 2014 года распоряжением Правительства Российской Федерации № 638 на должность руководителя Федерального агентства по обустройству государственной границы Российской Федерации назначен К. Д. Бусыгин[9].

## Международная деятельность
Федеральное агентство по обустройству государственной границы РФ:
- проводит международные мероприятия по вопросам обустройства государственных границ (участвует в деятельности межправительственных комиссий, их подкомиссий, комитетов и рабочих групп), инициирует консультации с компетентными органами сопредельных стран по урегулированию проблемных вопросов; организует и (или) принимает участие в работе международных конференций, семинаров, форумов, стажировок;
- подготавливает проекты международных договоров РФ в целях реализации проектов по оптимизации работы пунктов пропуска;
- осуществляет мониторинг и анализ действующего в РФ законодательства в сфере международных отношений Росграницы;
- сотрудничает с международными организациями в целях реализации совместных проектов в установленной сфере деятельности Росграницы.

Установление и закрытие пунктов пропуска через государственную границу РФ регулируется международными соглашениями. В настоящий момент пункты пропуска через государственную границу РФ установлены международными соглашениями с Китаем, Монголией, Казахстаном, Азербайджаном, Украиной, Белоруссией, Литвой, Латвией, Эстонией, Польшей, Грузией, Финляндией и Норвегией.

## Территориальные органы
Приоритетным направлением работы Федерального агентства по обустройству государственной границы Российской Федерации является выстраивание единой системы управления инфраструктурой государственной границы Российской Федерации.
В 2008 году началось формирование сети территориальных органов и подведомственных организаций Федерального агентства по обустройству государственной границы Российской Федерации, а также единой централизованной системы руководства пунктами пропуска через государственную границу Российской Федерации.
К настоящему моменту создан единый источник разработки и финансирования мероприятий по обустройству государственной границы, формирования имущественного статуса инфраструктурных объектов с применением общих стандартов и нормативов.
К функциям региональных управлений Федерального агентства по обустройству государственной границы Российской Федерации относится организация деятельности пунктов пропуска, расположенных вне приграничных субъектов Российской Федерации, и управление деятельностью территориальных органов Федерального агентства по обустройству государственной границы Российской Федерации по приграничным субъектам Российской Федерации.
Территориальные органы Федерального агентства по обустройству государственной границы Российской Федерации:
| Номер | Территориальные органы | Регион деятельности территориального органа                                | Штаб-квартира                                                        |
| ----- | --- | -------------------------------------------------------------------------- | -------------------------------------------------------------------- |
| 1     | Центральное территориальное управление Федерального агентства по обустройству государственной границы Российской Федерации (ЦТУ Росграницы)      | Центральный федеральный округ                                              | 107078, Москва, ул. Садовая — Спасская, д.18, стр.1                  |
| 2     | Северо-Западное территориальное управление Федерального агентства по обустройству государственной границы Российской Федерации (СЗТУ Росграницы) | Северо-Западный федеральный округ (за исключением Калининградской области) | 196070, г. Санкт-Петербург, ул. Бассейная, д. 12, литер А, пом. 37-Н |
| 3     | Южное территориальное управление Федерального агентства по обустройству государственной границы Российской Федерации (ЮТУ Росграницы)            | Южный федеральный округ                                                    | 344006, г. Ростов-на-Дону, пр. Соколова, 52                          |
| 4     | Приволжское территориальное управление Федерального агентства по обустройству государственной границы Российской Федерации (ПТУ Росграницы)      | Приволжский федеральный округ                                              | 603005, г. Нижний Новгород, ул. Пискунова, д. 27а                    |
| 5     | Уральское территориальное управление Федерального агентства по обустройству государственной границы Российской Федерации (УРТУ Росграницы)       | Уральский федеральный округ                                                | 620075, г. Екатеринбург, ул. Гоголя, д. 25                           |
| 6     | Сибирское территориальное управление Федерального агентства по обустройству государственной границы Российской Федерации (СТУ Росграницы)        | Сибирский федеральный округ                                                | 630099, г. Новосибирск, ул. Щетинкина, д.49                          |
| 7     | Дальневосточное территориальное управление Федерального агентства по обустройству государственной границы Российской Федерации (ДВТУ Росграницы) | Дальневосточный федеральный округ                                          | 680000, г. Хабаровск, ул. Пушкина, д. 33                             |
| 8     | Калининградское территориальное управление Федерального агентства по обустройству государственной границы Российской Федерации (КТУ Росграницы)  | Калининградская область                                                    | 236040, г. Калининград, ул. Профессора Севастьянова, д. 3/5          |
| 9     | Крымское территориальное управление Федерального агентства по обустройству государственной границы Российской Федерации (КрТУ Росграницы)        | Крымский федеральный округ                                                 | 295017, г. Симферополь, пер. Скрипченко, д. 3А                       |

## Подведомственные организации
ФГКУ Росгранстрой
Федеральное государственное казённое учреждение «Дирекция по строительству и эксплуатации объектов Росграницы» создано в соответствии с Распоряжением Правительства РФ от 11 сентября 2008 г. № 1308-р.
Приказом Росграницы от 4 февраля 2009 г.№ 6 был утверждён Устав ФГКУ Росгранстрой. Приказом Росграницы от 26 марта 2009 г. № 44 ФГКУ Росгранстрой определён заказчиком-застройщиком по объектам Росграницы.
Дирекция осуществляет функции проектирования, строительства, реконструкции, эксплуатации и технического оснащения зданий, помещений и сооружений, необходимых для организации пограничного, таможенного и иных видов контроля в пунктах пропуска через государственную границу РФ, обустройства мест пересечения государственной границы РФ, необходимых для осуществления федеральными органами исполнительной власти полномочий в сфере защиты и охраны государственной границы.
В соответствии с Уставом, в задачи ФГКУ Росгранстрой входят:
- выполнение функции государственного заказчика по организации размещения государственного заказа на выполнение работ по проектированию и строительству, в том числе на закупку и поставку материально-технических ресурсов, объектов государственной границы;
- заключение государственных контрактов по результатам проведённых торгов на проведение работ или оказание услуг в пределах лимитов бюджетных обязательств, выделенных для строительства объектов государственной границы;
- подготовка документов для проведения мероприятий по изъятию, в том числе путём выкупа, закреплению и резервированию земельных участков для федеральных нужд в соответствии с законодательством;
- обеспечение материально-технического снабжения для эксплуатации зданий и сооружений в пунктах пропуска, расположенных на государственной границе РФ, в местах её пересечения;
- разработка унифицированных проектов решений по строительству, реконструкции, капитальному ремонту, техническому оснащению, и информационно-техническому обеспечению объектов государственной границы и их реализация.

Приоритетными направлениями деятельности ФГКУ Росгранстрой на ближайший период являются задачи обустройства объектов северо-кавказского, казахстанского, балтийского и украинского участков государственной границы, а также строительство и реконструкция пунктов пропуска, задействованных в организации проведения саммита АТЭС-2012 (во Владивостоке), XXVII Всемирной летней универсиады 2013 года (в Казани) и XXII Олимпийских зимних игр и XI Паралимпийских зимних игр 2014 года (в Сочи).
С целью эффективной реализации комплекса задач, а также учитывая объём и сложность выполняемых работ, максимально широкую географию деятельности, ФГКУ Росгранстрой развернуло филиальную сеть. По состоянию на 05 ноября 2009 г. ФГУ Росгранстрой образовано 24 филиала.
Филиалы ФГКУ Росгранстрой реализуют функции по обустройству, оснащению и эксплуатации объектов государственной границы Российской Федерации на всей её протяжённости. Деятельность филиалов учитывает социально-экономические приоритеты развития регионов и приграничного сотрудничества, интенсивность перемещения внешнеторговых грузов и пассажиропотоков, что, в свою очередь, является базовой основой дифференцированного подхода Росграницы и ФГУ Росгранстрой к обустройству каждого конкретного участка государственной границы Российской Федерации.
Первым руководителем учреждения был Олег Владимирович Мотов; с 31 марта 2011 г. руководителем учреждения является Сергей Владимирович Сазонов.